# Белл Мур
Белл Мур (англ. Belle Moore, 23 жовтня 1894 — 7 березня 1975) — британська плавчиня.
Олімпійська чемпіонка 1912 року.